# Gastón Merlo
Sebastián Gastón Merlo (Jovita, 26 gennaio 1985) è un calciatore argentino, attaccante svincolato.

## Carriera
Merlo è uno dei migliori marcatori nella storia della V League 1. Ha vinto il titolo di capocannoniere del campionato tre volte di seguito, dal 2009 al 2011. Ha vinto anche il premio di miglior giocatore straniero del campionato nel 2009 e nel 2011.
Dopo essere tornato brevemente in Argentina per riprendersi a causa di un infortunio alla gamba, ha fatto ritorno al Ðà Nẵng nel febbraio 2016.
Nel giugno del 2017, ha ricevuto il passaporto vietnamita.

## Palmarès

### Club

#### Competizioni nazionali
- V League 1: 2

Ðà Nẵng: 2009, 2012
- Coppa del Vietnam: 1

Ðà Nẵng: 2009
- Supercoppa del Vietnam: 1

Ðà Nẵng: 2013

### Individuale
- Capocannoniere del campionato vietnamita: 3

2009 (15 reti, alla pari con Lazaro de Souza), 2010 (19 reti), 2011 (22 reti)